# William R. Muehlberger
William Rudolf "Bill" Muehlberger (26 de septiembre de 1923 - 14 de septiembre de 2011), fue un geólogo estadounidense, ligado al programa Apolo. Profesor de Geología en la Universidad de Texas en Austin, dirigió las campañas geológicas de recogida de muestras lunares de los Apolo 16 y 17 para la NASA. Murió por causas naturales en 2011.

## Big Muley
La mayor muestra lunar traída por los astronautas a la Tierra a lo largo de todo el programa Apolo (una roca de casi 12 kilos de brecha feldespática, recogida por el astronauta Charlie Duke durante la misión del Apolo 16 en 1972), recibió el nombre de Big Muley en forma de homenaje a Bill Muehlberger.